# 爭鮮
爭鮮餐飲集團（英語：Sushi Express），是一家臺灣連鎖餐飲事業集團企業，於1996年開幕，其版圖由臺灣向海外各地擴展門市，陸續於上海、北京、香港、新加坡及泰國等設立直營門市，在亞洲區共設立665家直營門市。主打品牌形象「爭鮮」就是以新鮮、平價、外帶三項特色經營。

## 創辦緣起
爭鮮創辦人陳津秋原本從事外銷成衣業，但後來臺灣成衣業紛紛出走以降低節節升高的成本，改轉為成衣內銷時仍然無法生存。面對大環境的轉變，陳津秋在15年的苦心投入下踏足各個行業，惟由於關店遠比開店的多，花費了新臺幣數上千萬元向市場學習的費用。

## 歷史沿革
1996年3月，陳津秋董事長成立「壽司霸企業股份有限公司」，提供外帶壽司服務，主打「小坪數、創造大商機」的經營理念。
1996年10月，爭鮮股份有限公司正式成立，經營迴轉壽司，並且推出壽司外帶服務。使用日本進口迴台，並於全台第1間爭鮮門市【台北 永康店】首發，迅速成為市場新寵兒。
1997年11月，向日本人採購食材及機器，以「爭鮮迴轉壽司」為名開幕營業。其經營模式採取迴轉壽司、外帶、定食等策略。
2001年，以每盤新臺幣30元均一價的壽司獲得消費者支持。2004年，全面供應海洋系列產品。
2006年，斥资333万美元进驻中国大陆市场。2007年，又拓展4個餐飲品牌，爭鮮日式火鍋、迴轉火鍋、迴轉燒肉、日式定食（定食8），但反應不如預期接連收攤，僅存爭鮮迴轉壽司內用店和外帶店及定食8。
2015年，爭鮮決定轉戰網路商城，除了壽司外送以及生鮮食材，更開始販售起乾貨飲品。
2015年年底，爭鮮集團在特定幾個營業據點推出「Magic touch点爭鮮」點餐方式，以控管食材送達至消費者的新鮮度，並積極從消費者的點餐喜好與頻率建立起自己的數據庫，得以方便進行食材採購、避免浪費。並透過一些高價食材、進口小物等差異化策略，提供給消費者不一樣的感受。
2016年8月，更選定台北市七條通商圈，推出新型態的「点心道」港式點心的營業據點，展開繼2017年推出多個品牌的營運模式後，結合「Magic touch点爭鮮」，計劃推廣至全台、甚至海外。2018年年底「点心道」已全數停業。
2019年年底，爭鮮集團在南雅愛買推出「SUSHiPLUS」，結合「爭鮮迴轉壽司」以及「Magic touch点爭鮮」，迴台上層為新幹線列車直送餐點，下層迴台為超過60款爭鮮迴轉壽司最受歡迎的餐點。
2021年4月，爭鮮推出全新品牌「爭先食蔬」。產品皆為無國界料理、義式料理、日式壽司，主打蔬食料理。現已停業。
2022年1月1日，全台首家以迴轉為主題的餐酒館，爭鮮新品牌樂鮮Sushi bar，首家店面於台北市中山區登場。目前已於2023年4月30日結束營業。
已歇業餐飲：旺角迴轉飲茶、鳥太郎迴轉燒肉、有勁拉麵、爭鮮日式火鍋、爭鮮迴轉火鍋、挑食樂、点心道、爭先食蔬、樂鮮。

## 公仔
爭鮮迴轉壽司壽司公仔
- 清水福鮭
- 鮪魚俠
- 竹筴丸子
- 玉子太郎
- 伊賀鮭子
- 海老美蝦
- 稻荷小武

定食8定食公仔
- 可米醬
- 蘿8斯

## 媒體評價
- 2010年，《天下雜誌》對台灣五百大服務業營收調查中，爭鮮排列第261名，觀光餐飲類第四名。[1]
- 2017年，《台灣壹週刊》對爭鮮等五家生魚料理旗下海鮮丼飯採樣後送驗發現大腸桿菌超標，且驗出不得檢出的金黃色葡萄球菌。爭鮮公關部質疑檢驗不公。[6][7]
- 2018年，定食8榮獲107年度「新北市綠色循環商店表揚會」企業形象獎，共9家門市。
- 2024年榮獲1111人力銀行「幸福企業」金獎
- 2022年，獲教育部「愛心楷模廠商」
- 2023~2025年8月，體育署「運動企業認證」
- 2024年，104雇主品牌大賞「最佳吸引力獎」
- 2024年，台北市中高齡者暨高齡者「友善企業認證」

## 相關企業
- 爭鮮迴轉壽司
- 爭鮮+
- 爭鮮gogo
- 定食8
- Magic Touch 点爭鮮
- 爭鮮（中國）
- 爭鮮（香港）
- 爭鮮（新加坡）
- 爭鮮（泰國）

## 延伸閱讀
- . 《台灣壹週刊》 第158期. 英屬維京群島商壹傳媒互動有限公司 （中文（臺灣））.

## 外部連結
- 爭鮮（臺灣） （页面存档备份，存于） （繁體中文）
  - 爭鮮迴轉壽司 （页面存档备份，存于） （繁體中文）
  - 爭鮮外帶壽司 （页面存档备份，存于） （繁體中文）
  - 定食8 （页面存档备份，存于） （繁體中文）
  - Magic Touch 点爭鮮 （页面存档备份，存于） （繁體中文）
  - 爭鮮的Facebook專頁
- 爭鮮（中國） （页面存档备份，存于） （简体中文）
- 爭鮮（新加坡） （页面存档备份，存于）（英文）

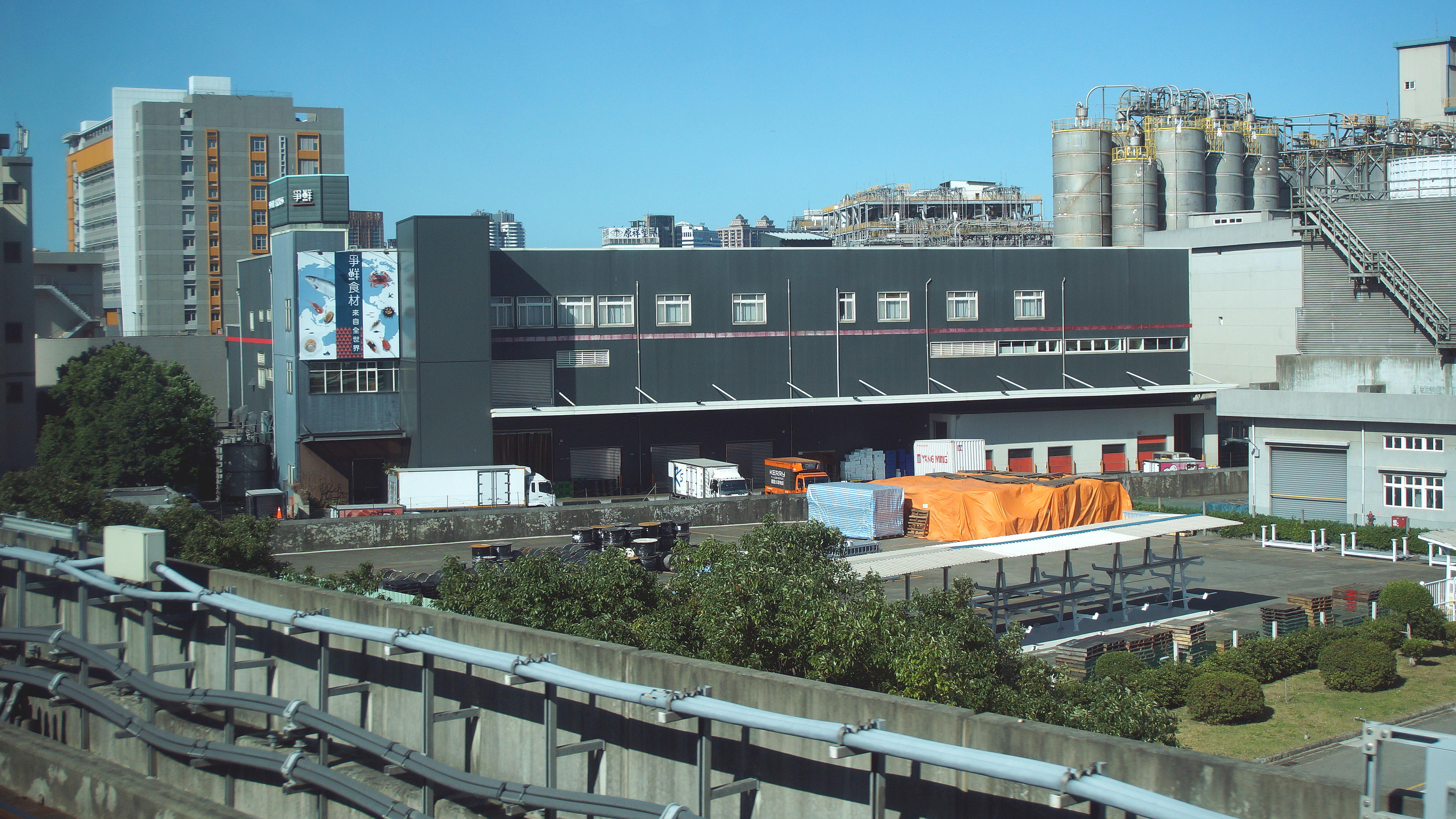
爭鮮林口廠

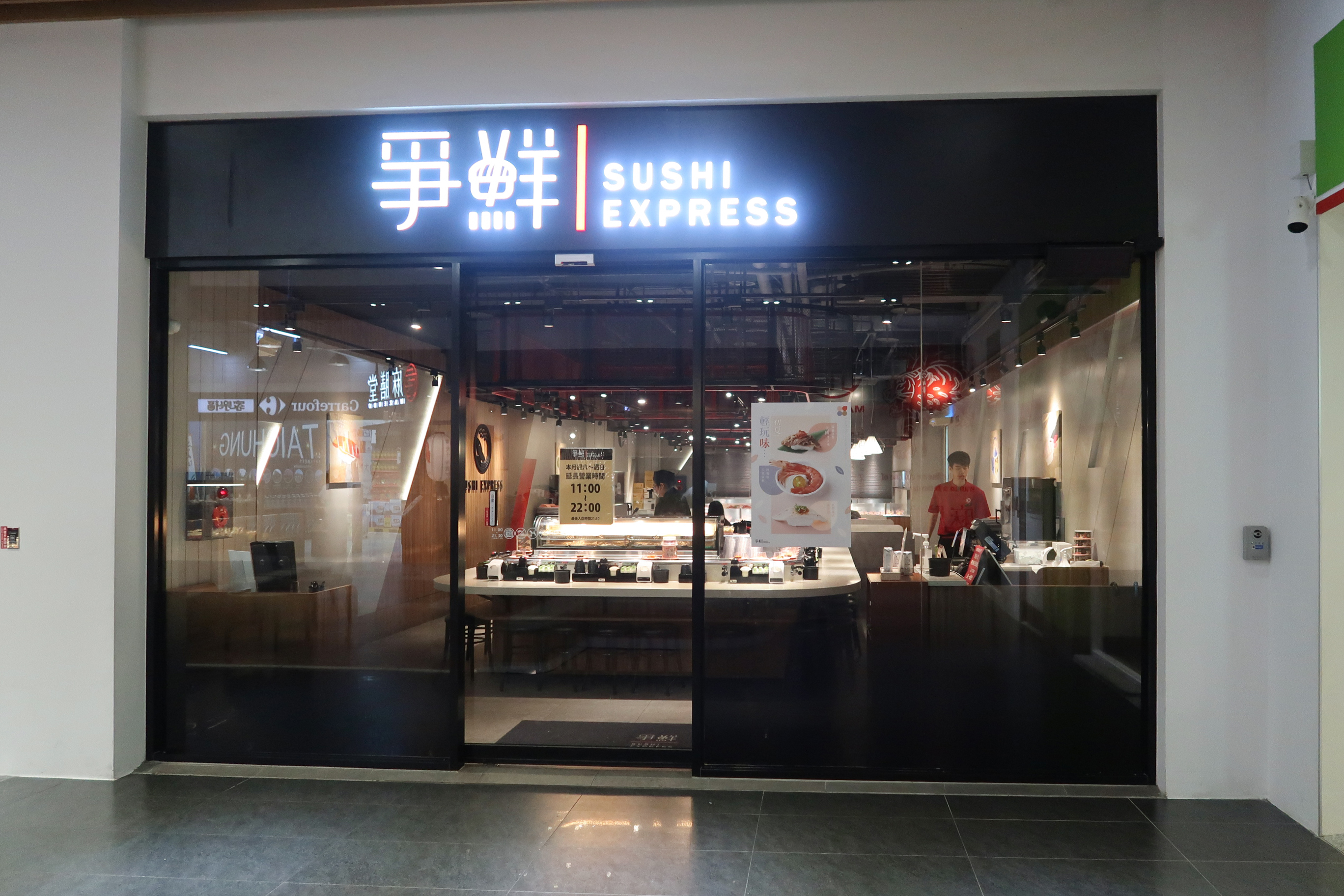
爭鮮在台中大魯閣新時代購物中心分店

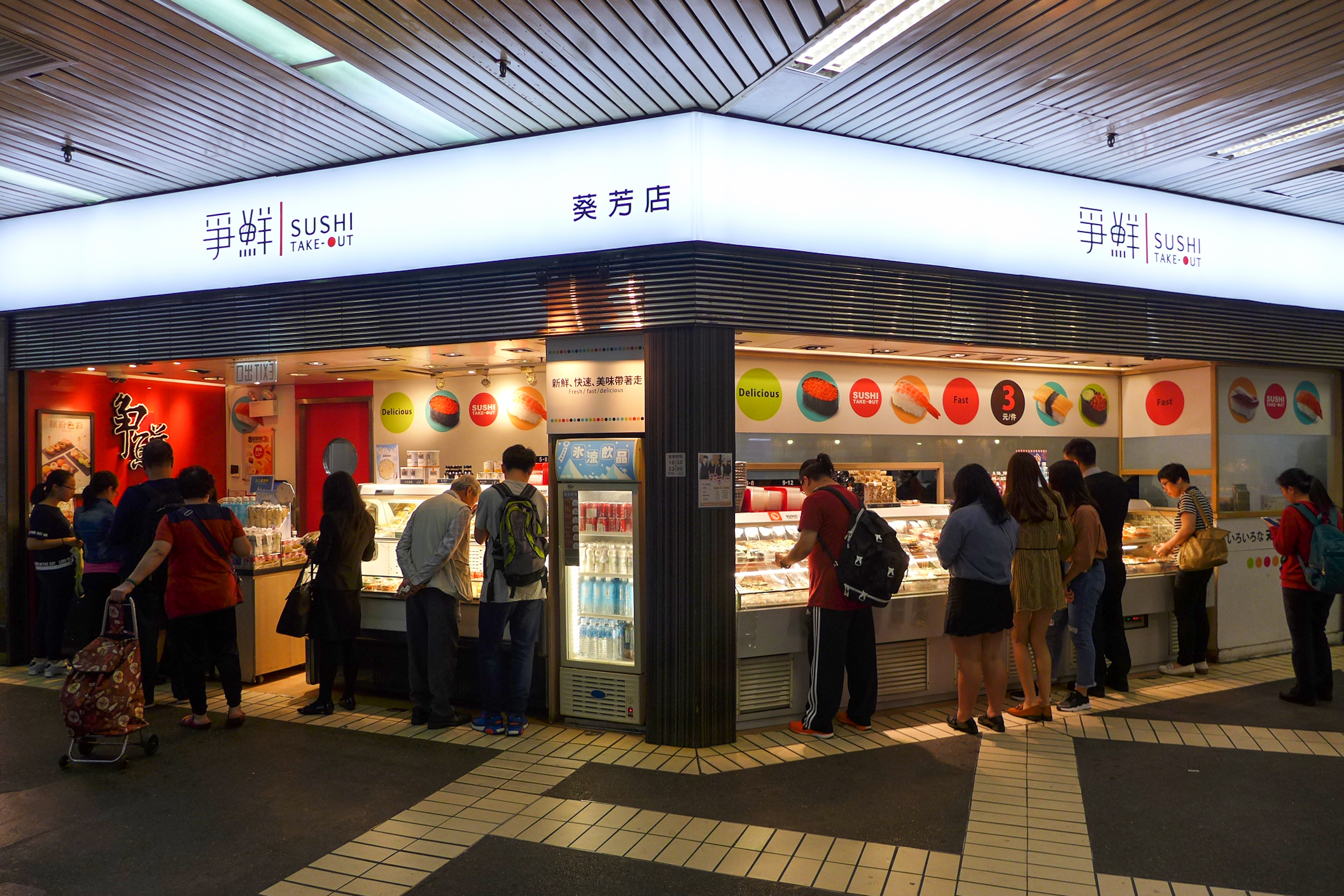
香港葵芳的爭鮮外帶壽司店

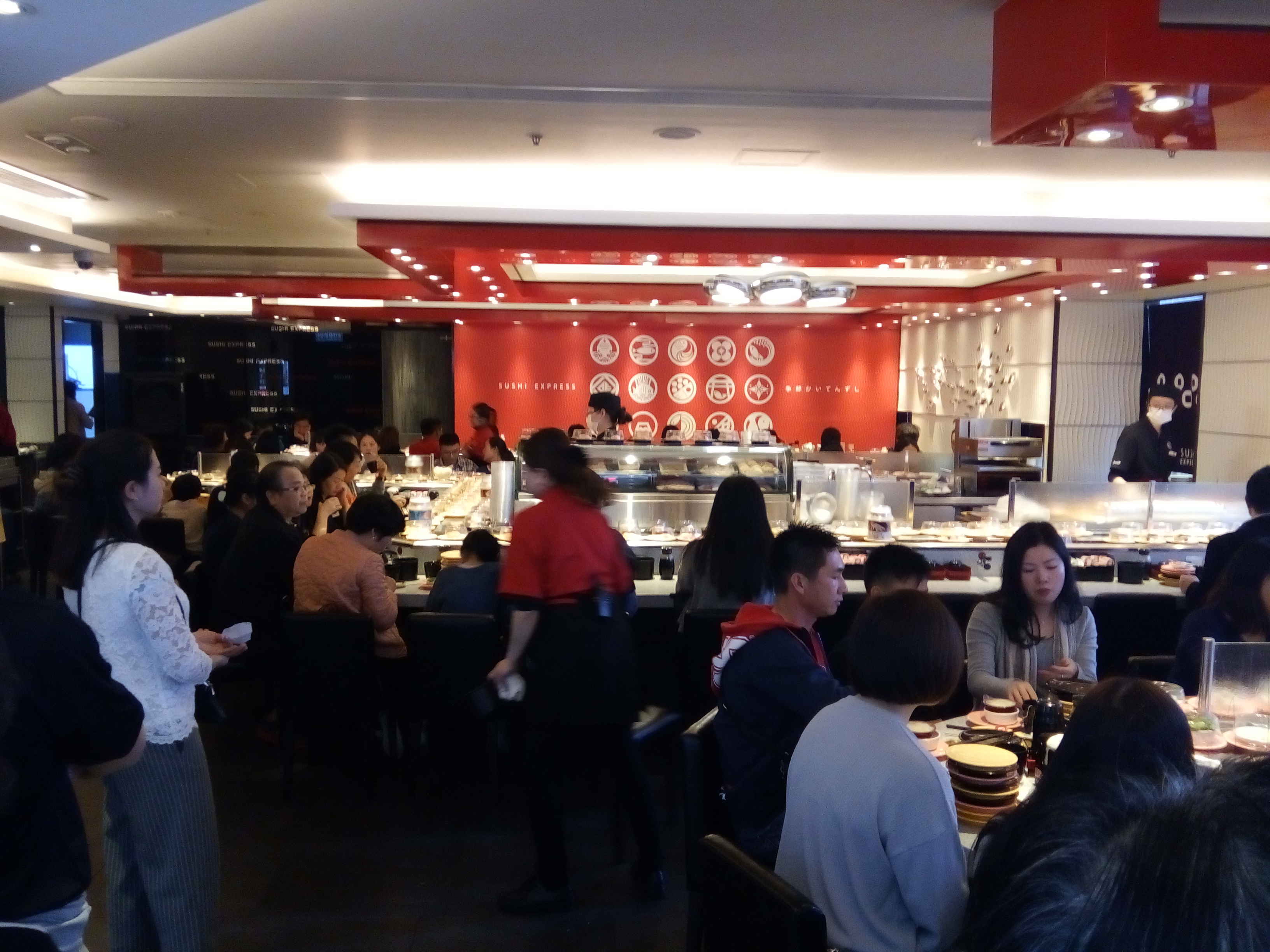
香港上水匯壽司店

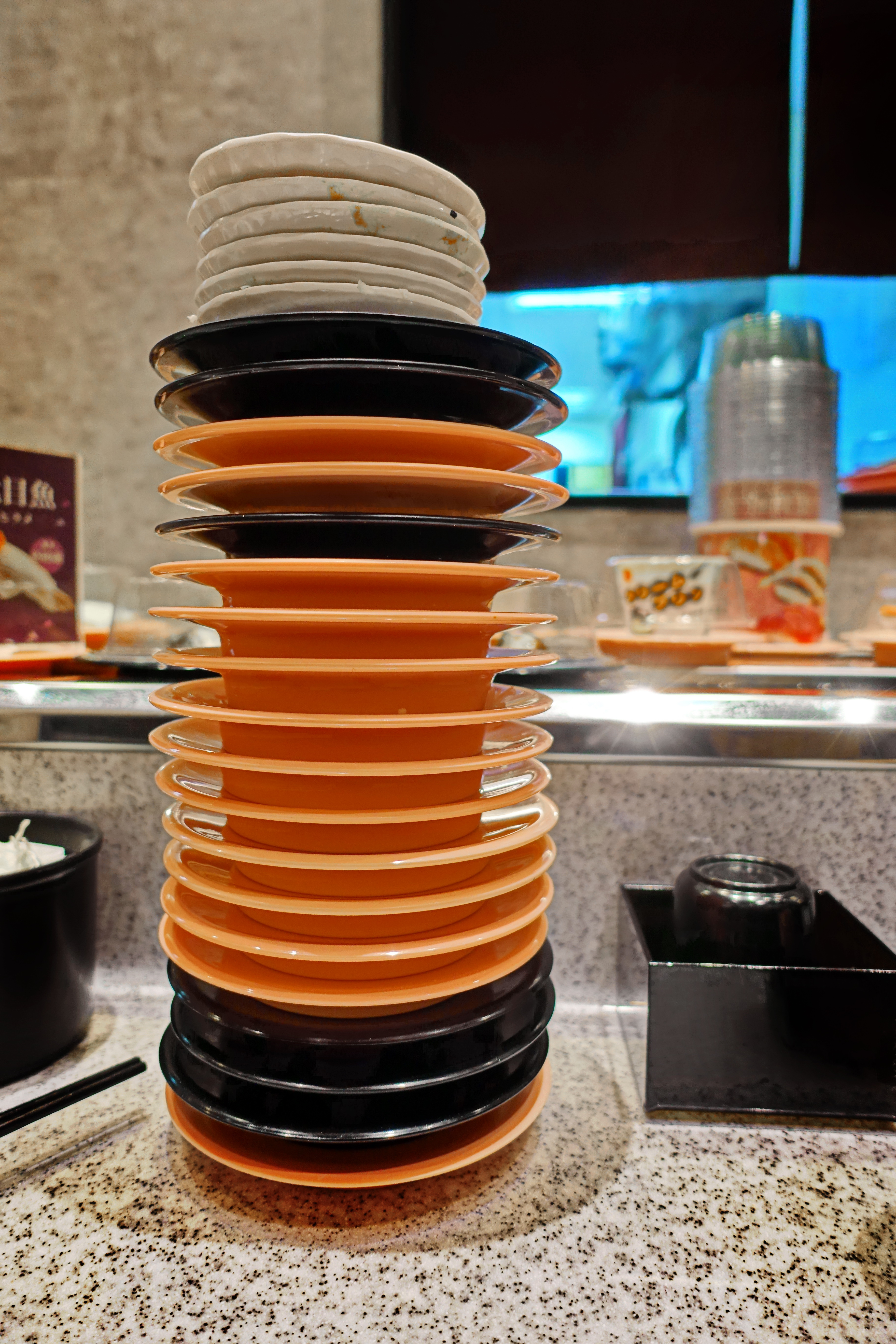
一疊爭鮮迴轉壽司的空盤子

  - Sushi Express Singapore(爭鮮)的Facebook專頁
- 爭鮮（香港） （页面存档备份，存于） （繁體中文）
  - Sushi Express Hong Kong(爭鮮)的Facebook專頁
- 爭鮮（泰國） （页面存档备份，存于） （泰文）
  - Sushi Express Thailand(爭鮮)的Facebook專頁